# Jaroslav Babušiak
Jaroslav Babušiak (Dolný Kubín, 6 september 1984) is een Slowaaks voormalig alpineskiër. Hij nam tweemaal deel aan de Olympische Winterspelen, maar behaalde geen medaille.

## Carrière
Babušiak maakte zijn wereldbekerdebuut in oktober 2007 tijdens de reuzenslalom in Sölden. Hij behaalde geen podiumplaatsen in een wereldbekerwedstrijd.
Tijdens de Olympische Winterspelen 2006 eindigde Babušiak 24e de slalom. Vier jaar later, op de Olympische Winterspelen 2010 was de 30e plaats op de slalom zijn beste resultaat.

## Resultaten

### Wereldkampioenschappen
| Jaar | Plaats                 | Resultaten                                                    |
| ---- | ---------------------- | ------------------------------------------------------------- |
| 2005 | Bormio                 | 26e Combinatie 33e Slalom 42e Reuzenslalom 48e Super G        |
| 2007 | Åre                    | 40e Reuzenslalom 49e Super G DNF1 Slalom DNF Supercombinatie  |
| 2009 | Val-d'Isère            | 19e Supercombinatie 38e Reuzenslalom DNF1 Slalom DNF1 Super G |
| 2011 | Garmisch-Partenkirchen | 19e Supercombinatie 41e Reuzenslalom DNF1 Slalom DNF1 Super G |

### Olympische Spelen
| Jaar | Plaats    | Resultaten                                                                |
| ---- | --------- | ------------------------------------------------------------------------- |
| 2006 | Turijn    | 24e Slalom 27e Combinatie 40e Super G 45e Afdaling                        |
| 2010 | Vancouver | 30e Slalom 37e Super G 44e Reuzenslalom 52e Afdaling DNF1 Supercombinatie |

### Wereldbeker

#### Eindklasseringen
| Seizoen   | Algm | SC  |
| --------- | ---- | --- |
| 2008/2009 | 127e | 36e |